# Lakibourgion

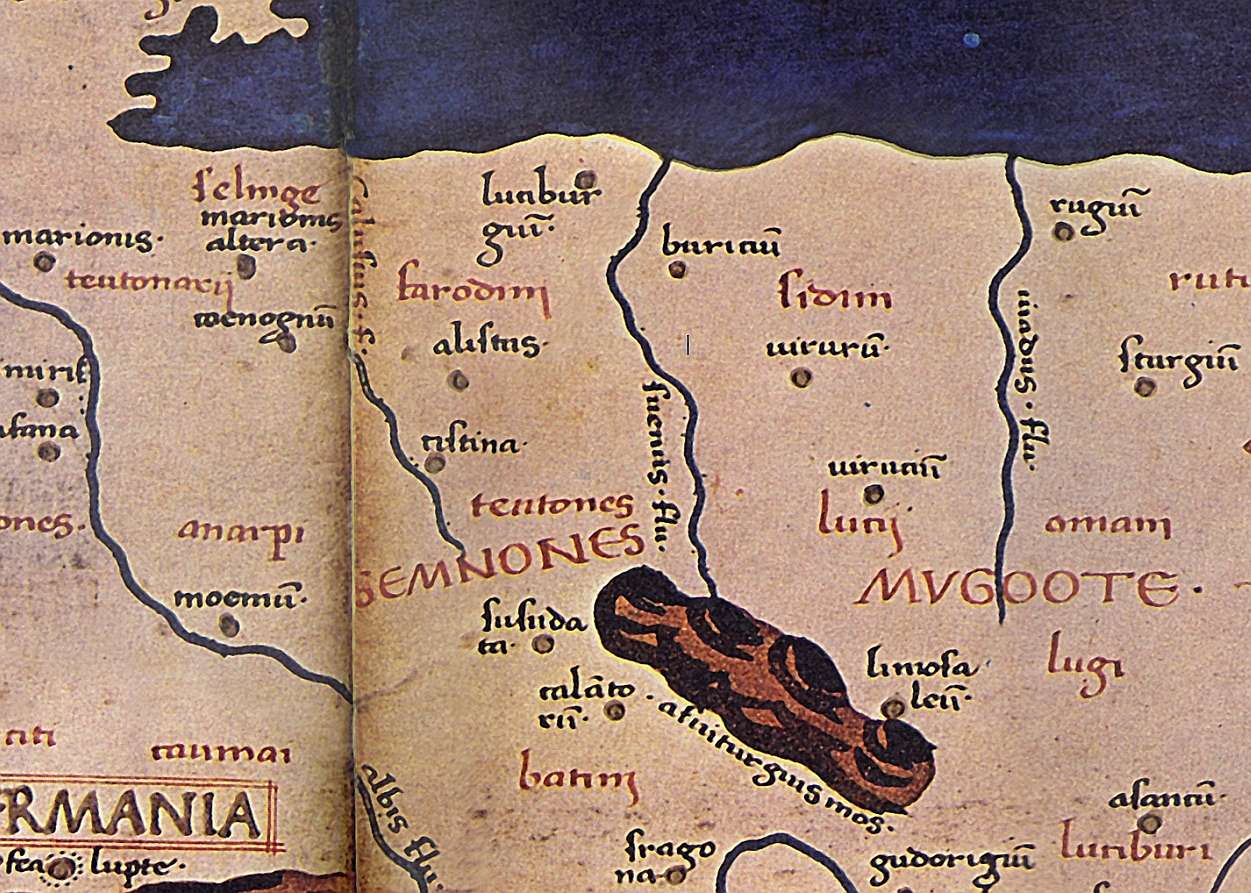
Lage von Lakibourgion nach Ptolemaios

Lakibourgion (altgriechisch Λακιβούργιον; lateinisch Laciburgium) ist ein Ortsname, der von Ptolemaios in seinem um das Jahr 150 erstellten Koordinatenwerk Geographia als einer der im nördlichen Germanien, in der Nähe der Meeresküste liegenden Orte (πόλεις) mit 39° 00' Länge (ptolemäische Längengrade) und 56° 00' Breite angegeben wird.

## Lokalisation
Bisher konnte der antike Ort nicht sicher lokalisiert werden. Abraham Saur hielt 1595 Rostock für diesen Ort (Theatrum Urbium S. 162). Ein interdisziplinäres Forscherteam um Andreas Kleineberg, das die ptolemäischen Koordinaten von 2006 bis 2009 neu untersuchte und interpretierte, lokalisiert zur Zeit Lakibourgion auf dem Gebiet bei Ueckermünde in Mecklenburg-Vorpommern. Ueckermünde liegt an der Mündung der Uecker in das Stettiner Haff.